# 普宰
普宰（法語：Pouzay，法語發音：[puzɛ] ⓘ）是法国安德尔-卢瓦尔省的一个市镇，位于该省中南部，维埃纳河右岸，属于希农区。

## 地理
普宰（47°4'55"N, 0°32'3"E）面积14.07 平方千米，位于法国中央-卢瓦尔河谷大区安德尔-卢瓦尔省，该省份为法国中西部省份，北起萨尔特省、东北接卢瓦-谢尔省，东南接安德尔省，南至维埃纳省，西临曼恩-卢瓦尔省。
与普宰接壤的市镇（或旧市镇、城区）包括：图赖讷地区努瓦扬、马耶、维埃纳河畔马西伊、努阿特尔、维埃纳河畔帕尔赛、维埃纳河畔里伊、圣埃潘、图赖讷地区圣莫尔、特罗格。

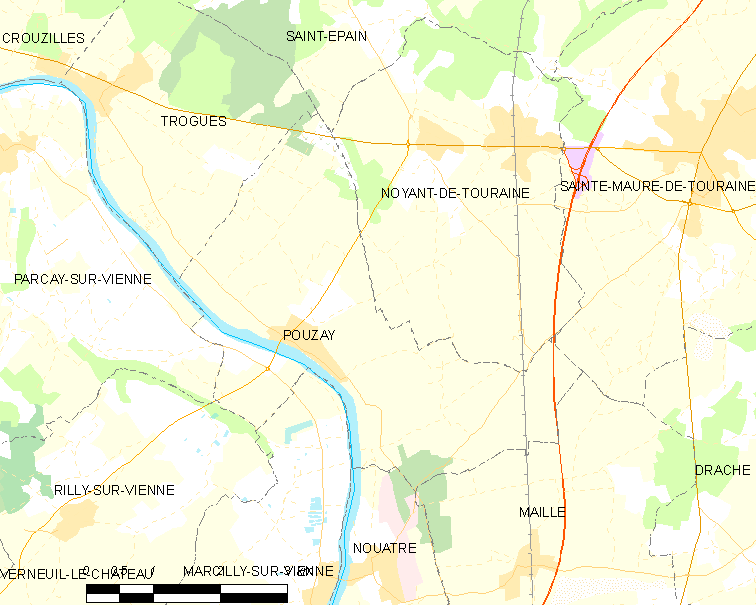
普宰的OSM定位图

普宰的时区为UTC+01:00、UTC+02:00（夏令时）。

## 行政
普宰的邮政编码为37800，INSEE市镇编码为37188。

## 政治
普宰所属的省级选区为图赖讷地区圣莫尔县。

## 人口

1962-2008年间普宰人口变化图示

普宰于2022年1月1日时的人口数量为881人。